# Чемпионат мира по шорт-треку среди юниоров 2004
Чемпионат мира по шорт-треку среди юниоров 2004 года проходил с 9-11 января в Пекине (Китай).
Чемпионат включает в себя четыре дистанции — 500, 1000, 1500 и 1500 метров. На дистанциях сначала проводятся предварительные забеги, затем лучшие шорт-трекисты участвуют в финальных забегах. Чемпионом мира становится спортсмен набравший наибольшую сумму очков по итогам четырёх дистанций. В случае равенства набранных очков преимущество отдаётся спортсмену занявшему более высокое место в суперфинале на дистанции 1500 м. Также проводятся с 2001 года эстафеты у девушек м у юношей на 2000 м. С 2019 года абсолютный чемпион не разыгрывается.

## Общий медальный зачёт
| Место | Страна           | Золото | Серебро | Бронза | Всего |
| ----- | ---------------- | ------ | ------- | ------ | ----- |
| 1     | Республика Корея | 9      | 6       | 2      | 17    |
| 2     | Канада           | 1      | 0       | 0      | 1     |
| 3     | Великобритания   | 0      | 1       | 2      | 3     |
| 4-5   | Италия           | 0      | 1       | 1      | 2     |
| 4-5   | Китай            | 0      | 1       | 1      | 2     |
| 6     | Чехия            | 0      | 1       | 0      | 1     |
| 7     | Россия           | 0      | 0       | 2      | 2     |
| 8-9   | Япония           | 0      | 0       | 1      | 1     |
| 8-9   | Франция          | 0      | 0       | 1      | 1     |

## Медалисты

### Юноши
| Дисциплина        | Золото                          | Серебро                                     | Бронза                                          |
| ----------------- | ------------------------------- | ------------------------------------------- | ----------------------------------------------- |
| 500 м             | Ли Хо Сук Республика Корея      | Джон Или Великобритания                     | Дзюмпэй Ёсизава Япония                          |
| 1000 м            | Квон Ки Док Республика Корея    | Ли Хо Сук Республика Корея                  | Юрий Конфортола Италия                          |
| 1500 м            | Ли Хо Сук Республика Корея      | Квон Ки Док Республика Корея                | Джон Или Великобритания                         |
| 1500 м суперфинал | Квон Ки Док Республика Корея    | Ли Хо Сук Республика Корея                  | Матье Гавро Канада                              |
| Многоборье        | Ли Хо Сук Республика Корея      | Квон Ки Док Республика Корея                | Джон Или Великобритания                         |
| Эстафета-2000 м   | Квон Ки Док Ли Хо Сук Ё Джи Хун | Денис Беллотти Юрий Конфортола Давид Урбани | Шарль Амлен Винсен дель Медико Ксавье Шарпентье |

### Девушки
| Дисциплина        | Золото                                                | Серебро                          | Бронза                                               |
| ----------------- | ----------------------------------------------------- | -------------------------------- | ---------------------------------------------------- |
| 500 м             | Анук Леблан-Буше Канада                               | Катержина Новотна Чехия          | Кан Юн Ми Республика Корея                           |
| 1000 м            | Кан Юн Ми Республика Корея                            | Хур Хи Бин Республика Корея      | Татьяна Бородулина Россия                            |
| 1500 м            | Чон Ын Джу Республика Корея                           | Кан Юн Ми Республика Корея       | Сунь Линьлинь Китай                                  |
| 1500 м суперфинап | Чон Ын Джу Республика Корея                           | Хур Хи Бин Республика Корея      | Татьяна Бородулина Россия                            |
| Многоборье        | Кан Юн Ми Республика Корея                            | Чон Ын Джу Республика Корея      | Хур Хи Бин Республика Корея                          |
| Эстафета-2000 м   | Республика Корея · Чон Ын Джу · Хур Хи Бин · Ли Со Хи | Сунь Линьлинь Чжу Милэй Лю Цюхун | Татьяна Бородулина Екатерина Гиловских Олеся Оськина |